# Charles Moore (botanico)
Charles Moore (Dundee, 10 maggio 1820 – Paddington, 30 aprile 1905) è stato un botanico britannico di origine scozzese.
Dopo avere iniziato la sua formazione a Dundee, nel 1938 si trasferisce con la famiglia di origine in Irlanda, completando i suoi studi a Dublino.
Lavora come botanico in Irlanda, trascorrendo periodi di formazione ai Kew Gardens e a Regent's Park. 
Nel 1848, su segnalazione di John Lindley (1799-1865) e di John Stevens Henslow (1795-1861), viene nominato direttore dei Royal Botanic Gardens di Sydney.
È stato membro della Linnean Society of London e della Royal Horticultural Society.

## Riconoscimenti
Sono state dedicate al suo nome le seguenti specie botaniche:
Actinotus moorei (Apiaceae),  Dendrobium moorei (Orchidaceae), Cocculus moorei (Menispermaceae), Citronella moorei (Icacinaceae), Coprosma moorei (Rubiaceae), Cyathea moorei (Cyatheaceae), Eucryphia moorei (Eucryphiaceae), Syzygium moorei (Myrtaceae), Nothofagus moorei (Fagaceae), Macrozamia moorei (Zamiaceae), Ochrosia moorei  (Apocynaceae).

## Alcune opere
- A Catalogue of Northern Timbers (1862)
- A Census of the Plants of New South Wales (1884)
- Handbook of the Flora of New South Wales (1893)